# Михайлов Сергій Єгорович
Михайлов Сергій (узб. Mihaylov Sergey; нар. 5 березня 1976, Ош, Киргизька РСР) — узбецький боксер, призер Олімпійських ігор.

## Аматорська кар'єра
На чемпіонаті Азії 1997 здобув чотири перемоги і став переможцем.
На чемпіонаті світу 1997 програв у першому бою Стефену Кірку (Ірландія).
На Азійських іграх 1998 переміг трьох суперників і став чемпіоном.
На чемпіонаті світу 1999 переміг одного суперника, а у чвертьфіналі програв Олексію Трофімову (Україна) — 6-11.
На чемпіонаті Азії 1999 здобув три перемоги і став переможцем вдруге.
На Олімпійських іграх 2000 завоював бронзову медаль.
- 1/16 фіналу. Переміг Клаудіо Ришко (Румунія) — 15-6
- 1/8 фіналу. Переміг Алі Ісмаїлова (Азербайджан) — 23-18
- 1/4 фіналу. Переміг Олжаса Оразалієва (Казахстан) — RSC
- 1/2 фіналу. Програв Олександру Лебзяку (Росія) — RSC

На Азійських іграх 2002, змагаючись у важкій категорії, Сергій Михайлов переміг двох суперників і вдруге став чемпіоном.